# Якушкина, Анастасия Васильевна
Анастасия Васильевна Яку́шкина, урождённая Шереметева (1 сентября 1807 — 20 февраля 1846) — жена декабриста Ивана Дмитриевича Якушкина.

## Биография
Младшая дочь Василия Петровича Шереметева (1765—1808) от брака его с Надеждой Николаевной Тютчевой (1775—1850) (тёткой поэта Ф. И. Тютчева и сестрой Е. Н. Мещерской). Рано потеряв отца, была воспитана матерью в подмосковном имении Покровском, где были «свои певчие, свой оркестр, даже свой театр».
6 ноября 1822 года по желанию матери вышла замуж за отставного капитана И. Д. Якушкина. Причем своеобразная Надежда Николаевна прежде всего сама пленилась своим будущем зятем, его умом и привлекательностью и наметила его себе в зятья, нисколько не нуждаясь в согласии дочери. Алексей Шереметев, узнав, что для любимой сестры его Анастасии намечен матерью Якушкин, и зная, насколько он был замешан в тайном обществе, всячески старался отговорить Надежду Николаевну от этого брака. 

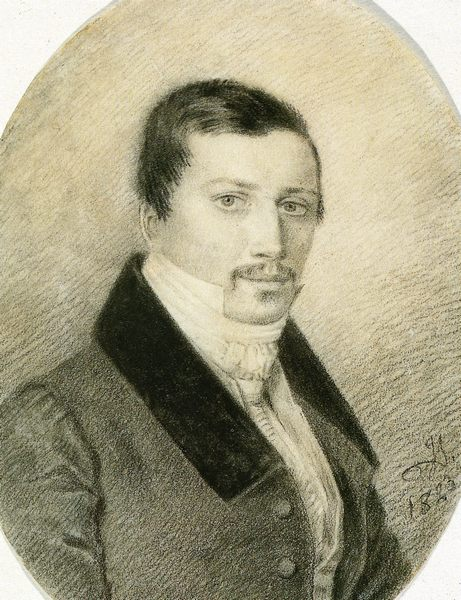
И. Д. Якушкин (1823)

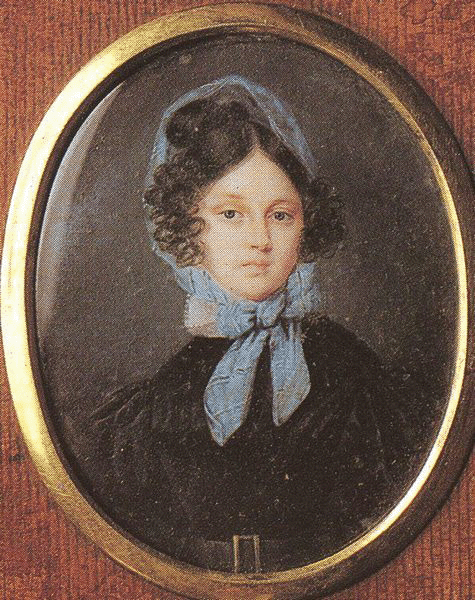
Портрет А. В. Якушкиной, не позднее 7 декабря 1827, неизвестный художник.

После свадьбы молодые проживали в Покровском, где в 1823 году у них родился сын Вячеслав, а в начале 1826 года, когда Якушкин был арестован и сидел в крепости, — второй сын, Евгений. Признанный виновным, Якушкин был приговорен к ссылке в каторжные работы. Во время заключения его в крепости жена с матерью и детьми приехали в Петербург и добились свидания. Когда в августе 1826 года после приговора Якушкин был отправлен в Финляндию, теща и жена смогли встретиться с ним на станции в Парголове, где Якушкин договорился с женой о том, что она с детьми последует за ним в Сибирь.
Однако император категорически предписал Якушкиной оставить детей в России. Анастасия Васильевна была согласна ехать без детей, оставив их на попечение своей матери. О разрешении на выезд Анастасии Васильевны ходатайствовал и П. Н. Мысловский, но сам Якушкин воспротивился этому (он встретился с женой и тёщей в Ярославле по пути из роченсальмского форта «Слава» в Сибирь). Как писал он впоследствии: «только она одна могла дать истинное направление воспитанию наших сыновей». Мучительные переживания Анастасии Васильевны сохранились в её дневнике, она писала мужу в 1827 году:

 …У меня к тебе все чувства любви, дружбы, уважения, энтузиазма, и я отдала бы все на свете, чтобы быть совершенной, для того, чтобы у тебя могло быть ко мне такое же исключительное чувство, какое я питаю к тебе. Ты можешь быть счастлив без меня, зная, что я нахожусь с нашими детьми, а я, даже находясь с ними, не могу быть счастливой.
  Якушкин упорствовал четыре года и дал согласие на приезд жены в 1831 году, считая, что дети подросли и вполне могли остаться с бабушкой. 3 апреля 1832 года на докладе Бенкендорфа, составленном по прошению Якушкиной о разрешении на отъезд, Николай I наложил резолюцию «отклонить под благовидным предлогом». Бенкендорф отвечал Якушкиной:

… Государь император по всеподданейшему моему докладу о желании вашем отправиться в Сибирь к мужу вашему высочайше повелел мне соизволить уведомить вас, что сначала дозволено было всем жёнам государственных преступников следовать в Сибирь за своими мужьями, но как сим дозволением вы в своё время не воспользовались, то не можете оного ныне получить, ибо вы нужны теперь для ваших детей и должны для них пожертвовать своим желанием видеться с мужем.
Разлученная с мужем, Анастасия Васильевна проживала с детьми в Москве. По отзыву младшего сына, «она была совершенная красавица, замечательно умна и превосходно образована». Будучи баловнем семьи, характером была порывистая, неровная, беспокойная, остроумная, насмешливая, полная противоречий, всегда любящая кружить головы, наслаждаясь успехом и нередко смеясь над своими жертвами. По словам С. Д. Шереметева, «своими лучистыми, загадочными глазами Анастасия Васильевна пленяла, сбивала и смущала всякого. По отношению
к ней не чужд был некоторому увлеченно и молодой ректор московской духовной академии, будущей историк церкви, мягкосердечный и впечатлительный Филарет Гумилевский».

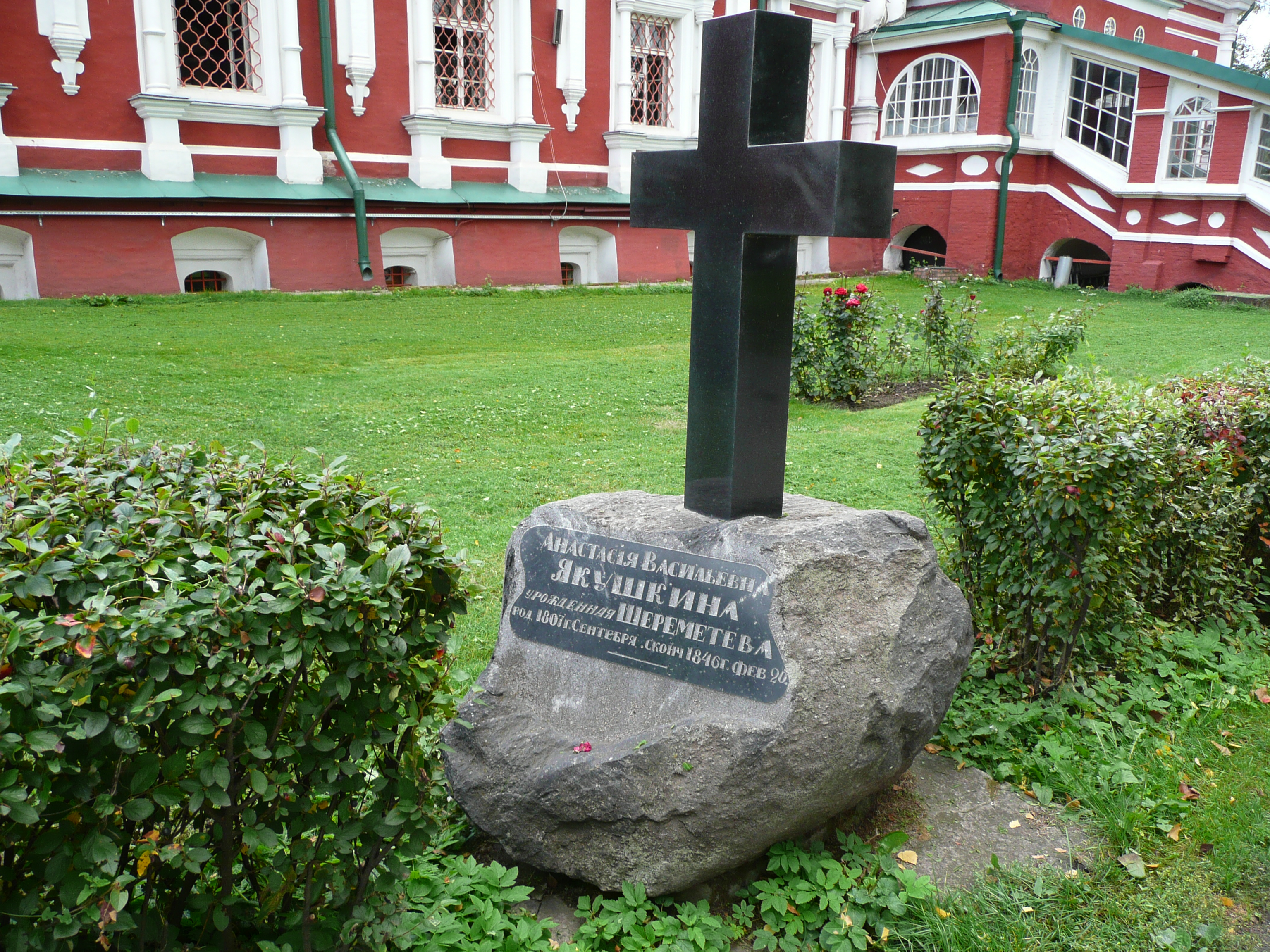
Могила А. В. Якушкиной перед трапезной церковью Новодевичьего монастыря

В последний год жизни она много болела и из-за болей в боку не вставала с постели. Скончалась 20 февраля 1846 года, за одиннадцать лет до смерти мужа. Узнав о смерти жены, И. Д. Якушкин в память о ней открыл первую в Сибири школу для девочек. Утешая Н. Н. Шереметеву, Филарет писал: «Летами это неожиданная смерть, но послана она тогда, когда для сыновей почти уже не нужна стала мать. Настасья наша часто шутила с людьми на словах; но не всегда шутила в душе. Как хотите, не могу не похвалить ума ее и в выборе времени смерти. Подумайте и вы согласитесь со мной».

## Семья
- Брат — Алексей
- Сестра — Пелагея (1802—1871), замужем за М. Н. Муравьёвым.
  - Сын — Вячеслав (17.09.1823[15]—1861)
  - Сын — Евгений (22.01.1826—27.04.1905)